# دماغ شيطان (فلم)
دماغ شيطان هو فيلم دراما مصري من إنتاج عام 2020. الفيلم من إخراج كريم إسماعيل، وتأليف عمرو الدالي، وإنتاج أيمن عبد الباسط، ومن بطولة باسم سمرة، و‌رانيا يوسف، و‌أشرف طلبة، وياسر الزنكلوني، و‌سلوى خطاب.

## ملخص القصة
في إطار درامي ممزوج ببعض الإثارة والتشويق، تدور أحداث الفيلم حول أسرة يقع لها حادث أليم، يدفعها إلى الدخول في صراع كبير بين أفرادها، بسبب تورطهم في جريمة.

## طاقم التمثيل
- باسم سمرة
- رانيا يوسف
- أشرف طلبة
- ياسر الزنكلوني
- سلوى خطاب
- علي شوقي
- أسامة عبد الله
- وليد فواز
- بدر صبري
- كامل الشافعي
- مي فخري
- عمرو عابد
- نادية خيري

## الإنتاج
كتب عمرو الدالي قصة الفيلم، وكان الفيلم من إخراج كريم إسماعيل. المنتج أيمن عبد الباسط.

## روابط خارجية
- مقالات تستعمل روابط فنية بلا صلة مع ويكي بيانات